# Кампичино (Мачерата)
Кампичино (итал. Campicino) насеље је у Италији у округу Мачерата, региону Марке.
Према процени из 2011. у насељу је живело 36 становника. Насеље се налази на надморској висини од 754 м.